# Die Eifelpraxis
Die Eifelpraxis ist eine deutsche Arztserie, die seit 2016 im Auftrag der ARD-Degeto durch die UFA-Fiction für Das Erste produziert wird. Die Folgen haben eine Länge von ca. 90 Minuten und werden im Rahmen der Reihe Endlich Freitag im Ersten ausgestrahlt.
Simon Schwarz übernimmt als Monschauer Hausarzt Dr. Chris Wegner die männliche Hauptrolle. Die weibliche Hauptfigur verkörperte bis zur Folge 9 Rebecca Immanuel und seit der Folge 10 Jessica Ginkel, die beide eine alleinerziehende Gemeindeschwester (Versorgungsassistentin) darstellen.
Das Besondere an dieser gemeinhin in die Kategorie der Arztserien eingeordnete Filmreihe ist, dass nicht ein Arzt oder eine Krankenhausbelegschaft im Mittelpunkt der Handlung stehen, sondern eine kleine Landarztpraxis mit einer ambulanten Krankenschwester. Die persönlichen Schicksale der anderen Figuren, auch das Schicksal des im Rollstuhl sitzenden Landarztes und Chefs der Schwester, gruppieren sich um den Alltag und die Lebenssituation der weiblichen Hauptfigur. Zudem lässt sich die Filmreihe in die Serien mit starkem Regionalbezug einordnen. Der Handlungsort, Monschau, wird oft erwähnt und ins Bild gesetzt, anfangs auch als Gegenpol zum Herkunftsort der Gemeindeschwester, Berlin, das jedoch nie bildlich, sondern nur als biografischer Bezugspunkt eine Rolle spielt.

## Handlung

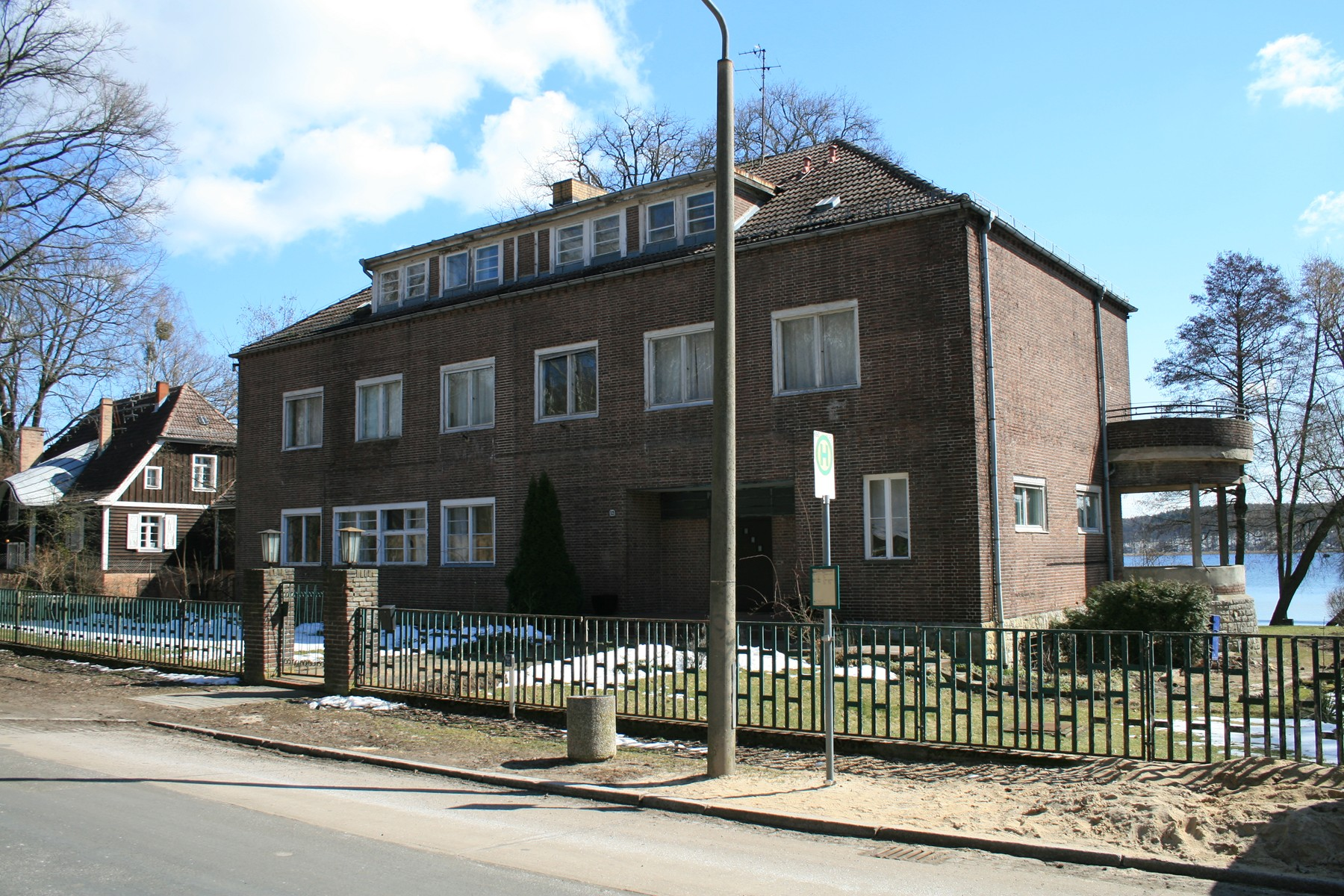
Baudenkmal Villa Perlis in Sacrow – Kulisse der Eifelpraxis bis Folge 5

### Folge 1 – Erste Hilfe aus Berlin
Da die Krankenschwester Vera Mundt (Rebecca Immanuel) in Berlin keine feste Anstellung in ihrem erlernten Beruf findet, wagt sie einen Neuanfang und zieht gemeinsam mit ihren beiden Kindern, Sohn Paul (Tom Böttcher) und Tochter Mia (Mascha Schrader), in die Eifel. Dort trifft sie auf Dr. Chris Wegner (Simon Schwarz), ihren (seit einem Unfall im Rollstuhl sitzenden) neuen Chef, in dessen Arztpraxis sie eine Stelle als Versorgungsassistentin annimmt. Schon am ersten Arbeitstag wird sie gefordert, denn eine lange Liste von Hausbesuchen will abgearbeitet werden. Vera nimmt sich für ihre Patienten ausgiebig Zeit, was prompt zu ersten Problemen mit Dr. Wegner führt. Dennoch lässt sich Vera nicht verbiegen. Sie merkt beispielsweise, dass an der Unfallgeschichte von Patient Hannes Limburg (Max Herbrechter), einem seltsam niedergeschlagen wirkenden Bankdirektor, etwas nicht stimmt, und geht der Sache nach. Auch Diabetespatient Lutz Kirberg (Felix von Manteuffel), ein starrsinniger, pensionierter Amtsrichter, bereitet Vera Kopfschmerzen. Er verdächtigt sowohl Vera und Tochter Mia als auch seine polnische Haushaltshilfe Danuta Masik (Karolina Lodyga), ein sehr teures Buch aus seinem Besitz gestohlen zu haben. Vera begreift bald, wer und was wirklich hinter dem Diebstahl steckt, und kann somit insbesondere Danuta entlasten. Mit ihr freundet sich Vera schnell an und beide werden die besten Freundinnen. Privat geht der Umzug in die Eifel für die alleinerziehende Mutter erwartungsgemäß nicht reibungslos über die Bühne. Während sich Tochter Mia recht schnell mit der neuen Situation arrangiert, gibt es permanent Zoff mit Sohn Paul. Er kann und will sich nicht mit einem zukünftigen Leben in der Provinz abfinden. Er bleibt weiterhin in engem Kontakt mit seinen ehemaligen Berliner Freunden und vermisst sein gewohntes Umfeld im Berliner Bezirk Kreuzberg. Zu spüren bekommt dies neben Vera insbesondere seine Schwester Mia, an der Paul seinen Frust auslässt. Bis der Familienfrieden wieder einigermaßen hergestellt ist, hat Vera in dieser Pilotfolge einiges zu tun. (Gaststars dieser Folge: Sarah Mahita als Charly Ortmann, Olga von Luckwald als Anita Garibaldi, Tom Keune als Volker Böhl, Anna Böttcher als Sybille Rautenberg, Karin Giegerich als Greta Liebig, Sebastian Griegel als Finn Limburg, Tijan Marei als Rosalie Ortmann, Timon Ballenberger als Bruno, Rosalies Freund, Kurt Ipekkaya als Lucas, Pauls Freund, Matthias Ziesing als Arzt, Anne Kanis als Clara, Chris’ Freundin, Claudia Matschulla als Bäckereifachverkäuferin, Isabelle Höpfner als Seminarleiterin)

### Folge 2 – Eine Dosis Leben
Vera hat sich inzwischen in der Eifel gut eingelebt und auch Paul kann nun schon besser mit der Situation umgehen. Ihren Job hat Vera ebenfalls fest im Griff und bewältigt täglich viele Hausbesuche, um ihre Patienten gut zu betreuen. Patient Max Bogner (Leonard Proxauf) stellt dabei für sie aber eine harte Nuss dar. Max war früher ein ehrgeiziger Sportler und hatte eine hübsche Freundin. Nun sitzt der 20-Jährige seit einem Autounfall, bei dem er beide Eltern verloren hat, im Rollstuhl und hat sich völlig von seiner Umwelt isoliert. Vera weiß nicht, wie sie zu ihm vordringen soll. Dr. Wegner, selbst querschnittsgelähmt, will es auf die harte Tour bei Max angehen, da er selbst jedes Mitleid von anderen ablehnt. Vera aber vermutet, dass die Ursache für seine Lethargie und seinen Selbsthass viel tiefer sitzt, und versucht, wie immer, mit Verständnis und Empathie, aber auch mit ihrer „speziellen“ Herangehensweise das Eis zu brechen. Es braucht lange Zeit, bis Max sich ihr endlich öffnet. In einer schwierigen seelischen Phase befindet sich auch die Frau des Schuldirektors. Jedoch ist Vera überzeugt davon, dass die Probleme der 45-jährigen Beatrice Ortmann (Tanja Wedhorn) schlicht in den Wechseljahren begründet sind. Dennoch ist hier Vorsicht für Vera geboten, denn sie spürt, dass Leon Ortmann (Janek Rieke) inzwischen auch ein Auge auf sie selbst geworfen hat. Probleme hat in dieser Folge aber auch Veras beste Freundin Danuta. Sie verliert ihren Job; möchte deshalb umgehend der Eifel den Rücken zukehren und wieder zurück zu ihrer Familie nach Polen. Vera gelingt es, sie umzustimmen; sie besorgt ihr eine neue Anstellung bei Familie Böhl, wo sie von Polizist Volker Böhl (Tom Keune) sehr herzlich aufgenommen wird. Seine ruppige Mutter Martha Böhl (Marie Anne Fliegel), die Danuta ab jetzt entlasten soll, ist von dem Neuzugang im Hause Böhl nicht sonderlich begeistert und macht Danuta das Leben etwas schwer. Mit dem sportlichen Dr. Henning Maurer (Ralph Herforth), der Vera mehrfach zufällig in Monschau über den Weg läuft, kommt endlich Bewegung in Veras private Gefühlswelt. (weitere Gaststars dieser Folge: Dagmar Sachse als Marianne Rabsal, Johanna Ingelfinger als Jasmina, Ludwig Simon als Felix)

### Folge 3 – Väter und Söhne
Vera ist erstaunt, dass Tochter Mia plötzlich nicht mehr in die Schule gehen möchte und deswegen sogar eine Krankheit vortäuscht. Als Vera später entdeckt, dass Mia sogar heimlich Vogelbeeren isst, um wirklich krank zu werden, ist sie mehr als beunruhigt. Bald stellt sich heraus, dass Mia in der Schule von zwei älteren Schülern gemobbt wird. Ihr Bruder Paul kann bei einem dieser Vorfälle gerade noch das Schlimmste verhindern. Vera ist deshalb völlig außer sich und zwingt Schuldirektor Ortmann zum Handeln. Felix Leitner, der beste Freund von Paul, übernachtet öfter mal bei den Mundts. Beim gemeinsamen Frühstück bekommt er plötzlich Nasenbluten. Nach umfangreichen Untersuchungen steht fest: Felix leidet an aplastischer Anämie und braucht dringend eine Knochenmarkspende. Bei der Suche nach einem passenden Spender stellt sich heraus, dass Klaus Leitner (Kai Scheve) aber eigentlich nur sein Stiefvater ist. Der echte Vater, Jakob Klier (Dirk Borchardt), kann zwar schnell aufgespürt werden, wusste aber bislang nichts von seiner Vaterschaft. Auch die Knochenmarkspende gestaltet sich wegen seiner Alkoholkrankheit schwierig. Felix, der seinem leiblichen Vater inzwischen, nicht zuletzt auch wegen dessen Knochenmarksspende, sehr zugewandt ist, möchte gern eine Zeit lang bei Jakob wohnen. Damit ist seine Mutter Claudia (Deborah Kaufmann) allerdings überhaupt nicht einverstanden und arbeitet dagegen. Im Zusammenhang mit der Krankengeschichte von Felix erkennt Vera, dass zwischen dem behandelnden Arzt im Krankenhaus, Dr. Henning Maurer, und Dr. Wegner eine merkwürdige Rivalität herrscht. Dass Dr. Maurer inzwischen auch ein Auge auf Vera geworfen hat, verschärft die Situation zusätzlich. Zu dumm, dass auch noch Veras Exmann Michael (Jan Sosniok) völlig unangekündigt in der Eifel auftaucht. Er will insbesondere sein Verhältnis zu Paul wieder verbessern und bietet ihm an, in einer eigenen Einliegerwohnung in Berlin, bei ihm wohnen zu können. Paul ist nach einem Streit mit seiner Mutter plötzlich nicht mehr abgeneigt, was Vera total aus der Bahn wirft. Als Dr. Wegner davon zufällig etwas mitbekommt, redet er Paul ins Gewissen. Diesem wird schnell klar, wie wichtig er für Vera und insbesondere auch für Mia ist. Er zeigt wahre Größe und gibt seinem Vater eine deutliche Abfuhr.

### Folge 4 – Eine Frage des Muts
Bei einem Gespräch mit Danuta wird Vera Zeugin, wie Hanna Reinhardt (Jytte-Merle Böhrnsen), eine Rangerin vom Nationalpark Eifel, gegen eine Straßenlampe läuft und sich dadurch eine Platzwunde an Kopf zuzieht. In der Praxis von Dr. Wegner stellt sich heraus, dass sie sich in den letzten zwei Monaten schon weitere Verletzungen dieser Art zugezogen hat und seit der Kindheit auf einem Auge erblindet ist. Hanna spielt das herunter und lässt auch den Termin für eine augenärztliche Untersuchung verfallen. Vera will unbedingt herausbekommen, was wirklich mit der Rangerin los ist, und vernachlässigt dafür ihre anderen Patienten. So bleibt beispielsweise der Sturz der alleinstehenden Rentnerin Gertrud Leinen (Margot Nagel) unbemerkt, so dass diese stundenlang hilflos auf dem Boden liegend auf Hilfe warten muss. Das zwingt Dr. Wegner, der schon häufig mit Vera wegen ihrer Alleingänge aneinandergeraten ist, zum Handeln: Entweder Vera hält sich an seine Vorgaben, oder er entlässt sie. Vera ist zwar einsichtig, möchte aber an ihrem Selbstverständnis als engagierte Versorgungsassistentin festhalten, auch wenn es sie möglicherweise ihren Job kostet. Glücklicherweise taucht Daniel Morel (Aleksandar Radenkovic), ein alter Bekannter von Vera aus Berlin, in der Praxis von Dr. Wegner auf und kann sie in dieser Situation unterstützen. Daniel ist für Vera sehr wichtig. Als ihre Mutter vor 18 Jahren starb, war er als Zivildienstleistender auf dem Rettungswagen. Er blieb auch in den letzten Stunden an ihrer Seite am Sterbebett. Da Vera keinen Kontakt mehr zur Mutter hatte und erst später von deren Tod erfahren hat, ist sie Daniel unendlich dankbar dafür. Vera überredet ihn, vorerst bei den Mundts zu wohnen, bis er in der Eifel etwas Eigenes gefunden hat. Damit ist Paul überhaupt nicht einverstanden. Seine Freundin Charly vermutet, dass er sich durch Daniel in seinem „Revier“ bedroht sieht, und konfrontiert ihn mehrmals damit. Paul hat indes ein Auge auf ihre Schwester Rosalie geworfen und flirtet mit ihr. Das führt zu Spannungen mit deren Freund Bruno, aber auch mit Charly, die eigentlich schon vom ersten Tag an in Paul verliebt ist. Auch Vera bekommt das zu spüren und hat nicht zuletzt deshalb keinen Nerv, den Avancen von Dr. Maurer nachzugeben. Für Rangerin Hanna wird es unterdessen ernst, denn sie droht nun auch auf dem zweiten Auge infolge einer Fuchsbandwurminfektion zu erblinden. (Ab dieser Folge wird der Krankenhausarzt Dr. Henning Maurer nicht mehr von Ralph Herforth, sondern von René Steinke verkörpert.)

### Folge 5 – Gebrochene Herzen
Polizist Volker Böhl muss leider Veras Auto abschleppen lassen. Zu dumm, dass es genau an ihrem Geburtstag passiert und dass bei dem Fahrzeug obendrein noch der TÜV abgelaufen ist. Es steckt ausgerechnet Veras Patient Hubert Meinerzhagen (Hermann Beyer), um den sich Vera im Auftrag von Dr. Wegner an diesem Tag ausschließlich kümmern soll, dahinter. Der Rentner ist pensionierter Polizist und noch immer darauf bedacht, in Blockwart-Manier Recht und Ordnung durchzusetzen. Mit seiner rechthaberischen und denunziantischen Art hat er sich inzwischen schon viele Feinde im Ort gemacht. Meinerzhagen ist bei Dr. Wegner wegen Herzproblemen in Behandlung und der Arzt vermutet, dass er am Broken-Heart-Syndrom leidet, wofür der Rentner allerdings keine Erklärung findet. Vera bekommt aber mit, dass Meinerzhagen doch seelische Probleme haben muss, die in irgendeiner Weise mit einem unbekannten älteren Herrn aus dem Nachbarort zusammenhängen. Bald stellt sich heraus, dass dieser Mann Klaus Mertens (Michael Hanemann) heißt und ein ehemaliger Kollege von Meinerzhagen ist. Beide kennen sich sogar schon aus Kindertagen. Sie sind aber miteinander zerstritten, seit Mertens von Meinerzhagen denunziert wurde und deshalb unehrenhaft aus dem Polizeidienst ausscheiden musste. Mertens hat das alles nie verkraftet, ist gesundheitlich stark angeschlagen und hat noch immer einen großen Hass auf seinen ehemaligen Kollegen. Jeden Entschuldigungsversuch von Meinerzhagen weist er zurück. Erst als er erkennt, dass auch dessen gesundheitliche Probleme mit ihrer gemeinsamen Vergangenheit zusammenhängen, kommt es zur Aussöhnung. Ohne Auto ist Vera in ihren Job wirklich aufgeschmissen. Notgedrungen leiht sie sich das Fahrrad von Sohn Tom, um ihre Patienten aufzusuchen. Dr. Wegner fasst sich ein Herz und leiht Vera großzügig sein Oldtimer-Cabriolet, welches er bedingt durch seinen schweren Unfall noch niemals selbst gefahren hat. Dr. Henning Maurer, der intensiv an einer Beziehung zu Vera arbeitet, vermutet allerdings, dass Wegner damit nur Eindruck bei Vera machen will. Auf Veras Geburtstagsparty tritt nicht nur diese Rivalität der beiden Ärzte ans Licht, sondern auch Charly Ortmanns Gefühlswelt wird für alle augenscheinlich, denn sie ist schwer in Paul verliebt. Paul, der seit kurzem mit ihrer Schwester Rosalie eine Beziehung hat, merkt das leider noch immer nicht. Seine Beziehung mit Rosalie beendet er allerdings trotzig, als er erfährt, dass sie in Kürze zu ihrer Mutter nach Köln ziehen und die Eifel verlassen will. (Weitere Gaststars dieser Folge: Xenia Georgia Assenza als Blumenverkäuferin, Amrei Haardt als Bedienung, Daan Lennard Liebrenz als Tom, Barbara Prakopenka verkörpert ab dieser Folge Rosalie Ortmann)

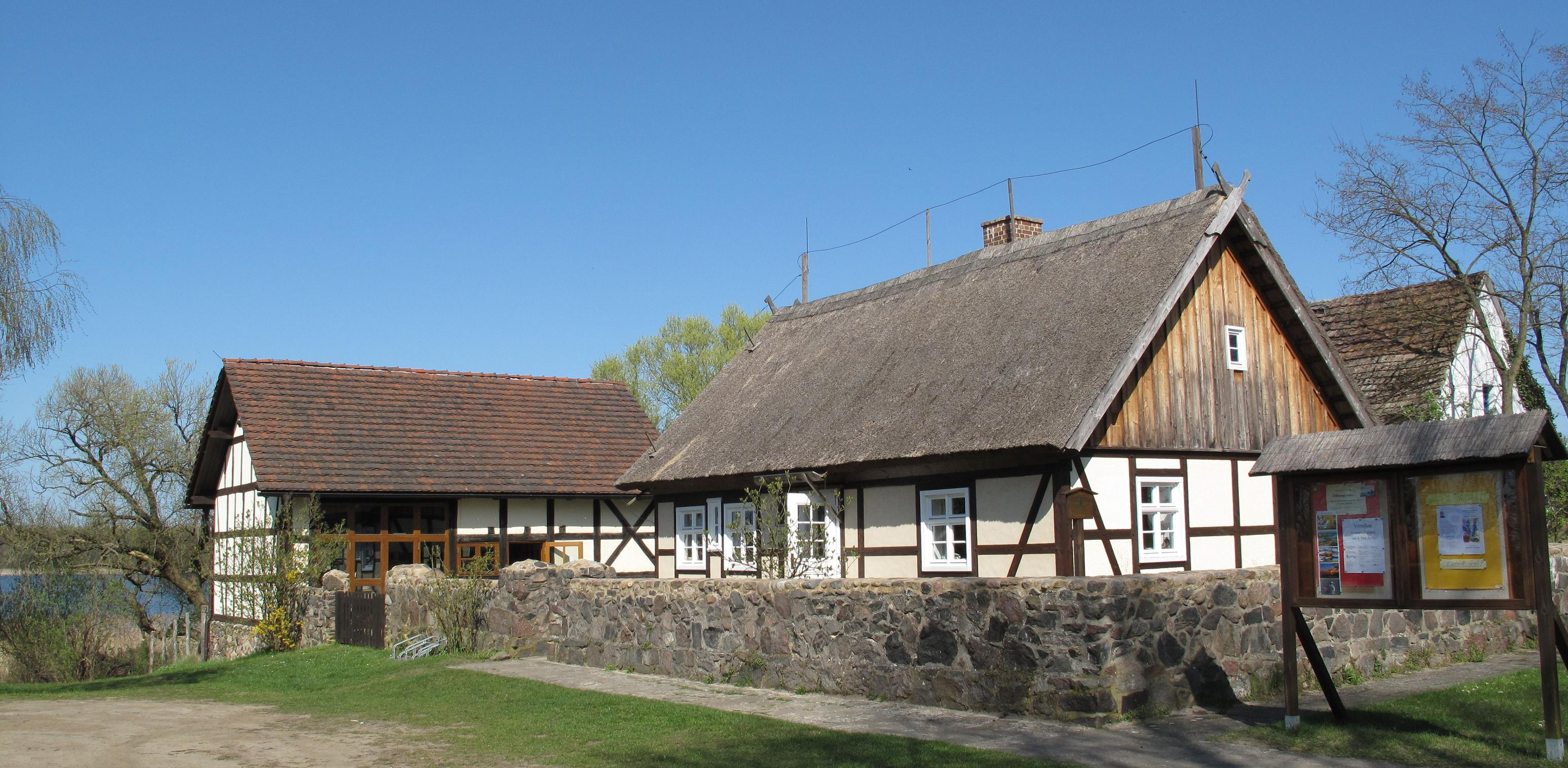
Kulturscheune Kähnsdorf in Brandenburg – Kulisse der Eifelpraxis in den Folgen 6 bis 9

### Folge 6 – Rachegelüste
Dr. Wegner zieht aus finanziellen Gründen mit der Arztpraxis in neue Räumlichkeiten. Aus heiterem Himmel wird Paul von der ihm unbekannten Claire Bonin (Kristin Suckow) unmissverständlich angesprochen, worauf sie die Nacht in einem Hotelzimmer verbringen. Allein und schwer verliebt erwacht er dort am nächsten Morgen. Nur wenige Stunden später ist die Überraschung bei beiden groß, als Schuldirektor Ortmann Claire in der Klasse von Paul als neue Vertretungslehrerin vorstellt. Dennoch weiß Paul nicht, dass Claire auch bei Dr. Wegner in Behandlung ist. Seine Mutter erfährt deshalb schnell von der Affäre. Claire geht davon aus, dass sie an Krebs erkrankt ist und nur noch kurze Zeit zu leben hat. Dr. Wegner findet aber heraus, dass diese Diagnose nicht stimmt. In Wirklichkeit leidet sie an der zwar schweren, aber durch eine Stuhltransplantation heilbaren Darmkrankheit Clostridium difficile. Vera gelingt es, Isabell Bonin (Morgane Ferru), Claires Schwester, mit der sie allerdings schon seit vielen Jahren zerstritten ist, von der lebensnotwendigen Stuhlspende zu überzeugen. Letztlich geheilt, beendet Claire die Affaire mit Paul, kündigt ihre Stelle an der Schule und verlässt Monschau wieder. Paul nimmt seiner Mutter deren Einmischen in sein Privatleben übel, gibt ihr die Schuld an Claires überstürztem Weggang und zieht von zu Hause aus. Doch das ist nicht der einzige private Rückschlag, den Vera in dieser Folge einstecken muss. Gerade als es ihr besonders schlecht geht, ist Danuta nicht für sie da. Schlimmer noch, sie ist inzwischen enger mit dem Schuldirektor liiert und hat Vera nichts davon erzählt. Hinzu kommt, dass Dr. Henning Maurer, zu dem Vera gerade eine neue Beziehung aufbaut, ebenfalls kurzfristig seine Zelte abbricht, um seiner ehemaligen Kollegin und Freundin Ruth in deren Krankenhaus in Tansania auszuhelfen. Auch von Daniel ist Vera enttäuscht, als ihr der wahre Grund für seinen Aufenthalt in Monschau klar wird. Daniel stellt nämlich heimliche Recherchen über den Tanzlehrer Martin Hürtgen an und ist überzeugt davon, dass dieser seinen jüngeren Bruder Sören Morel nachts angefahren und dann Fahrerflucht begangen hat. Als er Vera erzählt, dass er notfalls auch handgreiflich gegen Hürtgen werden will, um die Wahrheit zu erfahren, hat Vera alle Mühe, ihn zu bremsen. Gemeinsam buchen sie einen Tanzkurs bei Hürtgen, um so vielleicht mehr Klarheit zu bekommen, doch das verschärft die Situation eher noch. (Weitere Gaststars dieser Folge: Andreas Pietschmann als Martin Hürtgen, Yuri Völsch als Sören Morel, Dennis Hofmeister als Fritz Hürtgen)

### Folge 7 – Aufbruch
Vera trägt Danuta noch immer nach, dass ihre beste Freundin die Beziehung zu Leon Ortmann ihr gegenüber verheimlicht hat und im entscheidenden Moment nicht für sie da war. Aber beide vertragen sich wieder und verbringen einen ausgelassenen Abend miteinander. Dennoch macht sich Vera Sorgen, dass es Gerede über diese heimliche Beziehung zwischen Danuta und dem Schuldirektor geben könnte. Nach der gescheiterten Kurzbeziehung zu Doris hat sich Polizist Volker Böhl über das Internet ein neues Date verschafft. Böhl putzt sich fein heraus, wird aber von der unbekannten Frau versetzt und kämpft mit Selbstzweifeln. Paul ist erstaunt, als Charly Ortmann ihm gesteht, dass sie von Anfang an in ihn verliebt war, aber aufgrund seiner Ignoranz mit diesem Thema abgeschlossen hat. Er sieht erst jetzt ein, wie weh er seiner besten Freundin damit die ganze Zeit getan hat, und entschuldigt sich aufrichtig bei ihr. Er bittet sie, zusammen mit ihm und Finn Limburg nach dem Abitur eine „Kumpel-WG“ zu gründen. Charly erzählt ihm aber, dass sie nach dem Abitur gemeinsam mit ihrer Schwester Rosalie für ein Jahr nach Neuseeland gehen möchte – eine Tatsache, von der auch ihr Vater Leon nicht begeistert ist, als er es erfährt. Doch der hat seine eigenen Probleme, da Danuta nun ihm gegenüber wieder auf Distanz geht. Daniel bittet Vera, seinen Bruder Sören ebenfalls vorübergehend bei ihr wohnen zu lassen. Gern willigt sie ein und Sören wird aus dem Krankenhaus in ihre und die Obhut von Dr. Wegner entlassen. Sören fühlt sich wohl bei Vera und freundet sich mit Fritz Hürtgen an, der ihn auf Anweisung des Schuldirektors hin mit Schulbüchern und Lehrmaterialien versorgt. Patientin Franziska Loer (Christina Hecke) ist alleinerziehende Mutter von zwei Töchtern und arbeitet als Fotografin. Aufgrund chronischer Schmerzen in der rechten Hand kann sie ihrem Beruf nicht nachgehen und ist zu Hause überfordert. Vera merkt schnell, dass ihre große Tochter Edda (Mia Kasalo) das zu kompensieren versucht und dabei selbst schon am Limit ist. Als Edda einen Schwächeanfall erleidet und deshalb ins Krankenhaus muss, bricht das fragile Familiengefüge völlig zusammen und das Jugendamt kommt ins Spiel. Dr. Wegner findet gemeinsam mit Vera und Dr. Haidelbach (Joachim Paul Assböck) heraus, dass die gesundheitlichen Probleme der Fotografin in der schweren Schilddrüsenerkrankung Hashimoto-Syndrom ihre Ursache haben. Schuldirektor Leon Ortmann vermutet Vera gegenüber, dass Tochter Mia wahrscheinlich eine Brille braucht. Vera gelingt es aber mit einem Trick recht leicht, Mia jegliche Ängste davor zu nehmen. Paul unterstützt seine Mutter in dieser Folge sehr und versöhnt sich letztendlich auch wieder mit ihr. Ermutigt von Veras fürsorglicher Art und ihrer beruflichen Aufrichtigkeit gesteht er ihr, dass er nach dem Abitur Medizin studieren möchte und bis dahin gern im Krankenhaus in Simmerath die Wartesemester beruflich überbrücken würde. Vera ist davon sichtlich gerührt und stolz auf ihren Sohn. (Weitere Gaststars dieser Folge: Adolfo Assor als Herr Rabicki, Inga Dietrich als Cordula Schlichter, Greta Kasalo als Finja Loer)

### Folge 8 – Herzenssachen
Paul, der noch immer zusammen mit Finn in einer WG wohnt, macht ein Praktikum am Krankenhaus in Simmerath und begegnet dort häufig seiner Mutter. Vor lauter Arbeit vergisst er ganz, dass seine beste Freundin Charly Ortmann schon in ein paar Tagen für ein Jahr nach Neuseeland geht. Sören hat sich seit seinem Unfall bestens erholt. Er und Daniel wohnen zwar noch immer bei Vera, wollen aber in ein paar Tagen wieder zurück nach München gehen. Zum Unmut von Daniel, der noch immer von der Schuld Martin Hürtgens überzeugt ist, hat dessen Sohn Fritz einen echten Freund in Sören gefunden. Aber Fritz hat gesundheitliche Probleme. Glücklicherweise ist Vera gleich zweimal in der Nähe, als Fritz ohnmächtig zusammenbricht und einen Herzstillstand erleidet. Sie rettet ihm so das Leben. Dr. Wegner und Vera finden gemeinsam mit der Krankenhausärztin Dr. Julia Hamacher (Anja Schneider) heraus, dass Fritz am seltenen Brugada-Syndrom leidet und einen Defibrillator braucht. Fritz, der inzwischen auch mitbekommen hat, dass Daniel Morel seinen Vater wegen Sörens Unfall beschuldigt, ist mit der Situation überfordert und hat Angst vor der Operation. Inzwischen weiß auch Sören, dass Daniel den Vater seines bestem Freundes verdächtigt. Letztendlich hält Martin Hürtgen den Druck nicht mehr aus und gesteht seine Schuld ein, was die Situation von Fritz gegenüber Sören noch schwieriger macht. Sören erkennt, wie schlecht es seinem besten Freund geht, und vergibt dessen Vater, nachdem dieser sich bei Sören entschuldigt hat. Hürtgen will sich dennoch endlich seiner Schuld stellen und sich selbst bei der Polizei anzeigen. Vera ist mit ihren Patienten so gut ausgelastet, dass Dr. Wegner auch Anita Rabsal mehr Verantwortung und einige von Veras Aufgaben überträgt. Da Anita damit am Anfang noch so ihre Schwierigkeiten hat, bekommt sie von Vera selbstredend Unterstützung. Anita wird sicherer und übernimmt Herrn Rabicki (Adolfo Assor) von Vera als Patienten. Als Vera dann aber erst verspätet erfährt, dass Herr Rabicki verstorben ist, fühlt sie sich tief getroffen und ihr wird klar, wie sehr er ihr inzwischen ans Herz gewachsen war. Danuta und Dr. Wegner geben Vera in dieser Situation Kraft. Die Tatsache, dass Paul wieder zu Hause einziehen will, nachdem Daniel und Sören fort sind, lässt Vera wieder nach vorn blicken.

### Folge 9 – Körper und Geist
Nachdem Daniel und Sören nicht mehr bei Vera wohnen, ist es dort verdächtig ruhig geworden. So freut sich Vera sehr, als Paul wieder zu Hause einzieht. Da er aber das größte Zimmer im Haus für sich beansprucht, gibt es nicht nur mit Vera Unstimmigkeiten, die sich darin eigentlich einen Yoga-Raum einrichten wollte, sondern auch mit Tochter Mia, die das Zimmer für sich haben möchte. Überhaupt scheint ihre Tochter über Nacht zu einer kleinen Kinderrechtlerin mutiert zu sein. Alle sind sich einig, dass Mia jetzt in die Pubertät gekommen ist, und akzeptieren diesen Umstand mehr oder weniger. Als Mia aber anfängt, in der Schule Flugblätter zum Thema „Kinder haben Rechte“ zu verteilen und auch noch ein dazu passendes Graffiti an die Hauswand der Schule sprüht, verständigt Direktor Ortmann die Polizei und zitiert Vera in die Schule. Das passt Vera gerade gar nicht, denn seit sich Sprechstundenhilfe Anita krankgemeldet hat, ist in der Praxis von Dr. Wegner Land unter. Als dieser dann auch noch selbst durch einen Unfall mit seinem Handbike für eine Weile außer Gefecht gesetzt wird, ist Vera auf sich allein gestellt. Während sie für Dr. Wegner im Krankenhaus einige Dinge aus dessen privater Wohnung holen will, findet sie in einer Schublade ein Foto, das ihn zusammen mit ihr zeigt. Ein Thema, das sie unbedingt mit Freundin Danuta erörtern muss, die schon immer der Meinung war, dass der Arzt in Vera verliebt sei. Danuta hat sich inzwischen über ihre heimliche Beziehung zum Schuldirektor Gedanken gemacht und will diese, zur Freude von Leon Ortmann, weiter fortführen. Ihre Familie in Polen möchte sie dennoch nicht aufgeben. Was Vera aber im Moment am meisten beschäftigt, ist ihre Patientin Bärbel Kuhn (Gitta Schweighöfer). Sie leidet an COPD und benötigt eigentlich ständig ein Sauerstoffgerät, lehnt es aber ab, dieses auch zu benutzen. Durch die häufigen Besuche bei Familie Kuhn wird Vera auf Simon Kuhn (Enno Hesse), den Sohn von Bärbel Kuhn, aufmerksam, der merkwürdige Ausfallerscheinungen zeigt und immer wieder aus heiterem Himmel zu Boden stürzt. Dennoch lehnt er aus Pflicht- und Traditionsgefühl gegenüber dem 150 Jahre alten elterlichen Hof jede ärztliche Untersuchung ab. Als er bei einer Fahrt mit dem Traktor aber plötzlich beide Beine nicht mehr kontrollieren kann und einen Unfall baut, muss er zwangsweise doch ins Krankenhaus und trifft in seinem Krankenzimmer auf Dr. Wegner im Nachbarbett. Währenddessen ist seine hochschwangere Frau Lena Kuhn (Christin Nichols) nun mit seiner kranken Mutter auf dem Hof auf sich allein gestellt. Als bei Lena Kuhn dann aber die Wehen einsetzen, muss für den Hof dringend eine Lösung gefunden werden. Bärbel Kuhn wird klar, dass sie die jungen Eltern dringend unterstützen muss. Sie akzeptiert schließlich Krankheit und Beatmungsgerät und findet gemeinsam mit dem befreundeten Landwirt Heinz Abel (Paul Faßnacht) eine Lösung. Derweil ist sich Dr. Wegner sicher, dass Simon nicht an multipler Sklerose erkrankt ist, sondern seine Störungen eine supraspinale Ursache haben und somit psychosomatisch bedingt sind. Er schafft es, ihn von einer entsprechenden Therapie zu überzeugen. Wegner schafft es ebenfalls, sich aufrichtig bei Vera zu entschuldigen, da er sie bei einem kürzlichen Besuch einer ehemaligen Freundin unbemerkt sehr gekränkt hat. Er weiß genau, was er an Vera hat.

### Folge 10 – Familiengeheimnisse
Vicky reist mit ihrer Tochter Kim aus Berlin an, um den 65. Geburtstag ihrer Mutter zu feiern. Diese empfängt ihre Tochter eher kühl und wirft ihr vor, seit fünf Jahren die Familie im Stich gelassen zu haben. Beim Geburtstag selbst bricht Heidelinde zusammen und muss ins Krankenhaus eingeliefert werden. Weitere Untersuchungen verlaufen zunächst mit unklarem Ergebnis. Ans Tageslicht kommt eine schon Jahre andauernde Einnahme eines süchtig machenden Schmerzmittels, dass sie sich als Apothekerin selbst beschaffen konnte. Parallel beobachtet Vicky ihren Bruder Georg, als er mit einem anderen Mann intim ist. Bei einer Aussprache mit seiner Schwester gesteht er ihr seine Homosexualität. Dennoch kommt es einige Zeit später nach einem Gespräch im Rahmen der Scheidung dazu, dass er nochmals mit Janine schläft. Die Erkrankung von Heidelinde stellt sich schließlich als seltene, offenkundig ererbte Stoffwechselerkrankung heraus, die in der Folge therapiert werden kann. Chris erhält das Angebot von Dr. Sarah Freiling, an einer wissenschaftlichen Studie teilzunehmen, bei dem möglicherweise seine Gehfähigkeit wieder hergestellt werden kann. In der Schlusseinstellung fragt Chris, ob sie nicht als neue Versorgungsassistenz bei ihm arbeiten möchte: sie sagt schließlich zu.

### Folge 11 – Chancen
Bei einem Krankenbesuch bei Gerd Fischer, eines älteren Patienten, bemerkt Vicky, dass sich der Säugling der Schwiegertochter auffällig verhält und wenig bewegt. Birgit, die Mutter, reagiert jedoch ablehnend, als es darum geht, das Kind untersuchen zu lassen. Dennoch gelingt es Vicky und Chris, eine Blutprobe zu entnehmen und im Labor untersuchen zu lassen. Leider ist die Diagnose eindeutig: SMA, eine destruktive Erkrankung des Muskelgewebes. Diese wird unbehandelt dazu führen, dass der Sohn noch vor dem zehnten Lebensjahr versterben wird. Daher ist schnelles Handeln angesagt. Dennoch lehnt Birgit jede medizinische Hilfe ab. Schließlich schafft es Stefan, Birgits Ehemann, sie davon zu überzeugen, sich bei Chris wenigstens anzuhören, welche Behandlungsoptionen bestehen. Sie willigt schließlich ein. Später stellt Vicky fest, aus welchem Grund Birgit so heftig auf Ärzte reagiert: bei der Geburt ihres Sohnes hat sie der ihr völlig unbekannte Arzt zu einer PDA genötigt und nach ihrer Einwilligung keinerlei Rücksicht mehr auf sie genommen. Sie fürchtet daher erneut ein rücksichtsloses Verhalten von Ärzten. Nach weiteren Streitigkeiten zwischen Vicky und ihrer Mutter beschließt Vicki, sich eine eigene Wohnung zu suchen. Mit Hilfe von Georg gelingt es, ein älteres Haus anzumieten. Als Kim große Schwierigkeiten bei einer Mathearbeit hat, stellt ein alter Freund von Vicky, der Lehrer an derselben Schule ist, bei ihr Dyskalkulie fest. Chris wird von Sarah erneut dazu gedrängt, sich zu überlegen, an der Studie teilzunehmen, da die Gruppe bald geschlossen wird. Letztlich erklärt er sich dazu bereit.

## Besetzung

### Hauptdarsteller
| Name             | Schauspieler            | Bemerkung | Folge    |
| ---------------- | ----------------------- | --- | -------- |
| Dr. Chris Wegner | Simon Schwarz           | Hausarzt in Monschau, Chef von Vicky Röver, Ex-Chef von Vera Mundt, ehemaliger Kollege von Dr. Henning Maurer und Ruth (waren gemeinsam als Ärzte in Tansania)                                                                          | 1–       |
| Vera Mundt       | Rebecca Immanuel        | Krankenschwester, Mutter von Paul und Mia, Bekannte von Daniel Morel, hatte keinen Kontakt mehr zu ihrer Mutter, die vor 18 Jahren verstorben ist                                                                                       | 1–9      |
| Paul Mundt       | Tom Böttcher            | Sohn von Vera Mundt | 1–9      |
| Mia Mundt        | Mascha Schrader         | Tochter von Vera Mundt | 1–9      |
| Leon Ortmann     | Janek Rieke             | Schulrektor von Paul und Mia Mundt in Monschau, singt im Kirchenchor, Mann von Beatrice Ortmann (Danuta erzählt in Folge 4: „Die Gerüchteküche sagt, seine Frau habe ihn verlassen“ – Leon Ortmann bestätigt diese Tatsache in Folge 5) | 1–9, 11– |
| Danuta Masik     | Karolina Lodyga         | Freundin von Vera Mundt, ist Polin, gelernte Lehrerin, hat eine eigene Familie in Polen (Ehemann Viktor, Söhne Jannek und Tommasch), arbeitet in Folge 1 als Haushaltshilfe bei Herrn Kirberg und ab Folge 2 bei Familie Böhl           | 1–9      |
| Vicky Röver      | Jessica Ginkel          | Krankenschwester, Mutter von Kim Röver | 10–      |
| Heidelinde Röver | Corinna Kirchhoff       | Apothekerin, Mutter von Vicky und Georg Röver, Schwester von Martha Böhl | 10–      |
| Georg Röver      | Barnaby Metschurat      | Apotheker, Bruder von Vicky Röver | 10–      |
| Kim Röver        | Carlotta von Falkenhayn | Tochter von Vicky Röver | 10–      |

### Nebendarsteller
| Name                                       | Schauspieler          | Bemerkung | Folge          |
| ------------------------------------------ | --------------------- | --- | -------------- |
| Charly Ortmann                             | Sarah Mahita          | Schülerin, Tochter von Leon und Beatrice Ortmann, Freundin von Paul Mundt, geht in Folge 8 gemeinsam mit Schwester Rosalie, die inzwischen bei ihrer Mutter in Köln lebt, für ein Jahr nach Neuseeland | 1–8            |
| Rosalie Ortmann                            | Tijan Marei           | Schülerin, Tochter von Leon und Beatrice Ortmann, Freundin von Bruno und Paul Mundt, sagt in Folge 5, dass sie zu ihrer Mutter nach Köln zieht | 1              |
| Rosalie Ortmann                            | Barbara Prakopenka    | Schülerin, Tochter von Leon und Beatrice Ortmann, Freundin von Bruno und Paul Mundt, sagt in Folge 5, dass sie zu ihrer Mutter nach Köln zieht | 2–5            |
| Anita Rabsal (in Folge 1: Anita Garibaldi) | Olga von Luckwald     | Tochter von Marianne Rabsal, Sprechstundenhilfe bei Dr. Wegner, Kollegin von Vera Mundt, kennt Max Bogner (Folge 2) schon seit der Schulzeit | 1–13           |
| Volker Böhl                                | Tom Keune             | Polizist in Monschau, Sohn von Martha Böhl, singt im Kirchenchor, trainiert die örtlichen Funkenmariechen, nach seiner Ausbildung auf der Polizeischule war er 15 Jahre lang Kollege von Hubert Meinerzhagen | 1–2, 4–        |
| Martha Böhl                                | Marie Anne Fliegel    | Mutter von Polizist Volker Böhl, war früher Turniertänzerin, singt im Kirchenchor, führt oft Wortduelle mit Hubert Meinerzhagen, Schwester von Heidelinde Röver | 2–4, 6–10, 12– |
| Marianne Rabsal                            | Dagmar Sachse         | Mutter von Anita Rabsal, betreibt das „Restaurant Rursee“ mit der Seeterrasse | 2–3, 7–13      |
| Hubert Meinerzhagen                        | Hermann Beyer         | Patient, pensionierter Polizist, lässt Vera Mundts Auto in Folge 5 abschleppen, ist mit dem ehemaligen Kollegen Klaus Mertens verstritten – kennt diesen aber schon aus Kindertagen; streitet sich oft mit Martha Böhl, obwohl er sie heimlich mag                                                                          | 5, 7–9         |
| Dr. Henning Maurer                         | Ralph Herforth        | Chirurg im Krankenhaus Simmerath und Verehrer von Vera Mundt, ehemaliger Kollege von Dr. Wegner und Ruth (waren gemeinsam als Ärzte in Tansania), hatte eine Beziehung mit Ruth | 2–3            |
| Dr. Henning Maurer                         | René Steinke          | Chirurg im Krankenhaus Simmerath und Verehrer von Vera Mundt, ehemaliger Kollege von Dr. Wegner und Ruth (waren gemeinsam als Ärzte in Tansania), hatte eine Beziehung mit Ruth | 4–6            |
| Daniel Morel                               | Aleksandar Radenkovic | Journalist, Bruder von Sören Morel, Berliner Bekannter von Vera Mundt (als Veras Mutter vor 18 Jahren starb [Vera hatte keinen Kontakt zu ihr] war er als Zivildienstleistender auf dem Rettungswagen und blieb die ganze Nacht an deren Sterbebett – Vera ist ihm dafür unendlich dankbar und fühlt sich ihm verpflichtet) | 4–8            |
| Sören Morel                                | Yuri Völsch           | Bruder von Daniel Morel, wurde bei einem Unfall mit Fahrerflucht schwer am Kopf verletzt, ist Fritz Hürtgens bester Freund | 6–8            |
| Dr. Sarah Freiling                         | Neda Rahmanian        | Ärztin im Krankenhaus | 10–13          |
| Djamal                                     | Mohamed Achour        | Partner von Georg Röver | 10–11          |
| Djamal                                     | Harun Yildirim        | Partner von Georg Röver | 12–15          |

### Episodendarsteller
| Name                  | Schauspieler          | Bemerkung | Folge   |
| --------------------- | --------------------- | --- | ------- |
| Hannes Limburg        | Max Herbrechter       | Vater von Finn Limburg, Patient (Bankdirektor, hatte Autounfall) | 1       |
| Lutz Kirberg          | Felix von Manteuffel  | Patient (war Amtsrichter, leidet an Diabetes) | 1       |
| Sybille Rautenberg    | Anna Böttcher         | Leiterin des Alten- und Pflegedienstes „Sybille Rautenberg“ in Monschau, dirigiert den Kirchenchor | 1+2     |
| Greta Liebig          | Karin Giegerich       | Ärztin in Berlin, war mal eine Kollegin von Vera Mundt | 1       |
| Finn Limburg          | Sebastian Griegel     | Sohn von Hannes Limburg, geht auf eine Privatschule, Bekannter von Paul Mundt in Monschau | 1       |
| Bruno                 | Timon Ballenberger    | Schüler, Freund von Rosalie Ortmann | 1, 2, 4 |
| Lukas                 | Kurt Onur Ipekkaya    | Berliner Schulfreund von Paul Mundt | 1       |
| Dr. med. Gleisberg    | Matthias Ziesing      | Arzt in Berlin, führt ein Vorstellungsgespräch mit Vera Mundt | 1       |
| Sandra                | Daniela Trittner      | Bekannte / Freundin von Dr. Wegner | 2       |
| Beatrice Ortmann      | Tanja Wedhorn         | Frau von Leon Ortmann, Mutter von Charly und Rosalie Ortmann, singt im Kirchenchor, zieht nach der Trennung von Leon Ortmann nach Köln und nimmt dort eine Lektorenstelle an | 2       |
| Max Bogner            | Leonard Proxauf       | Patient von Vera Mundt; seit einem Autounfall, bei dem auch seine Eltern ums Leben gekommen sind, querschnittsgelähmt | 2       |
| Jasmina               | Johanna Ingelfinger   | ehemalige Freundin von Max Bogner, Max hat sich nach seinem Unfall von ihr getrennt | 2       |
| Philipp               | Philipp Cierpka       | Rollstuhlskater, zeigt Max Bogner ein paar Tricks mit dem Rollstuhl | 2       |
| Tobias Walberg        | N.N.                  | tanzt, mit dem querschnittsgelähmten Max Bogner auf seinem Körper gebunden, mit Vera Mundt | 2       |
| Justus                | Leon Wulsch           | Schüler, mobbt Mia Mundt in Folge 3 | 3       |
| Alex                  | N.N.                  | Schüler, mobbt Mia Mundt in Folge 3 | 3       |
| N.N.                  | Charlotte Albrecht    | Empfangsdame bei den Leitners – wird von Vera Mundt „überrannt“, als diese dringend mit Familie Leitner sprechen muss | 3       |
| Claudia Leitner       | Deborah Kaufmann      | ehemalige Partnerin von Jakob Klier, Mutter von Felix Leitner, betreibt gemeinsam mit Klaus Leitner eine Werbeagentur | 3       |
| Klaus Leitner         | Kai Scheve            | Stiefvater von Felix Leitner, Ehemann von Claudia Leitner, betreibt gemeinsam mit Claudia Leitner eine Werbeagentur | 3       |
| Felix Leitner         | Ludwig Simon          | Sohn von Claudia Leitner und Jakob Klier, Freund und Schulkamerad von Paul Mundt, leidet an aplastischer Anämie und bekommt eine Knochenmarkspende von Jakob Klier | 2+3     |
| Jakob Klier           | Dirk Borchardt        | Exfreund von Felix Leitners Mutter, Vater von Felix Leitner, war früher mit Klaus Leitner befreundet, ist alkoholsüchtig, wird von einigen Einwohnern als „Waldschrat“ bezeichnet, weil er abgelegen in einem einsamen Haus im Wald wohnt, Autor von Phantasy-Literatur unter dem Synonym „Ronan“, spendet seinem Sohn Felix sein Knochenmark | 3       |
| Michael Mundt         | Jan Sosniok           | „Ex“ von Vera Mundt, hat Vera mit den Kindern im Stich gelassen | 3       |
| N.N.                  | Ann Kathrin Mrosek    | Mutter eines Babys, Patientin von Vera | 3       |
| Hanna Reinhardt       | Jytte-Merle Böhrnsen  | Rangerin im Nationalpark Eifel, Freundin von Achmed Birol, als Kind auf einem Auge erblindet, droht auf dem zweiten Auge an den Folgen einer Fuchsbandwurminfektion ebenfalls zu erblinden und ist deshalb Patientin von Vera und Dr. Wegner                                                                                                  | 4       |
| Achmed Birol          | Omar El-Saeidi        | Freund von Hanna Reinhardt, arbeitet als Pizzabote | 4       |
| Gertrud Leinen        | Margot Nagel          | ältere Patientin von Vera | 4       |
| N.N.                  | Judith Achner         | Empfangsschwester im Krankenhaus Simmerath auf der Abteilung für Augenheilkunde | 4       |
| Gerda Müller          | Ulrike Bliefert       | Sprechstundenhilfe bei Dr. Wegner – kennt Chris und hat früher auch schon in der Praxis seiner Eltern gearbeitet | 4       |
| Tobias                | Daniel Drewes         | blinder Besucher im Nationalpark Eifel | 4       |
| Doris                 | Maria Gundolf         | Freundin von Volker Böhl in Folge 4 – wird von seiner Mutter „vergrault“ | 4       |
| Prof. Kestenich       | Hans Klima            | Spezialist für Augenoperationen – er übernimmt die Operation bei Hanna Reinhardt, weil Dr. Wegner bei ihm noch etwas gut hat | 4       |
| Klaus Mertens         | Michael Hanemann      | Witwer, Patient, leidet seit zehn Jahren an Parkinson, ehemaliger Polizei-Kollege von Hubert Meinerzhagen, aber mit ihm verstritten – kennt diesen aber schon aus Kindertagen, wegen Bestechung unehrenhaft aus dem Polizeidienst ausgeschieden (wurde von Hubert Meinerzhagen denunziert)                                                    | 5       |
| N.N.                  | Xenia Assenza         | Blumenverkäuferin in Monschau | 5       |
| N.N.                  | Amrei Haardt          | Bedienung in der Gaststätte neben dem Wohnhaus von Klaus Mertens | 5       |
| Tom                   | Daan Lennard Liebrenz | Schüler, Freund von Mia Mundt | 5–8     |
| Claire Bonin          | Kristin Suckow        | Patientin mit schwerer Darminfektion (Clostridium difficile), Schwester von Isabell Bonin, Lehrerin von Paul Mundt, Paul schläft mit ihr und verliebt sich in sie | 6       |
| Isabell Bonin         | Morgane Ferru         | Schwester von Claire Bonin, aber mit ihr verstritten, gibt ihrer Schwester eine lebenswichtige Stuhlspende | 6       |
| Martin Hürtgen        | Andreas Pietschmann   | Vater von Fritz Hürtgen, alleinerziehend (Frau lebt in Amerika), Tanzlehrer in Monschau, hat Sören Morel mit dem Auto angefahren und Unfallflucht begangen | 6, 8    |
| Fritz Hürtgen         | Valentin Oppermann    | Sohn von Martin Hürtgen (in Folge 6 erzählt sein Vater, dass seine Frau ihn am 3. Geburtstag von Fritz verlassen hat und jetzt mit ihrer neuen Familie in Amerika lebt), bester Freund von Sören Morel, leidet am Brugada-Syndrom und bekommt in Folge 8 einen Defibrillator implantiert                                                      | 6+7     |
| Fritz Hürtgen         | Dennis Hofmeister     | Sohn von Martin Hürtgen (in Folge 6 erzählt sein Vater, dass seine Frau ihn am 3. Geburtstag von Fritz verlassen hat und jetzt mit ihrer neuen Familie in Amerika lebt), bester Freund von Sören Morel, leidet am Brugada-Syndrom und bekommt in Folge 8 einen Defibrillator implantiert                                                      | 8       |
| Ruth                  | Karina Krawczyk       | (erstmalige Nennung in Folge 5) Ärztin, leitet ein Krankenhaus in Tansania (Dr. Henning Maurer und Dr. Chris Wegner wurden von der Organisation Ärzte ohne Grenzen in diesem Krankenhaus eingesetzt), hatte (trotz Ehe) eine heimliche Beziehung mit Dr. Henning Maurer                                                                       | 6       |
| Franziska Loer        | Christina Hecke       | Fotografin, Mutter von Edda und Finja Loer | 7       |
| Edda Loer             | Mia Kasalo            | Tochter von Franziska Loer, Schwester von Finja | 7       |
| Finja Loer            | Greta Kasalo          | Tochter von Franziska Loer, Schwester von Edda | 7       |
| Herr Rabicki †        | Adolfo Assor          | Patient von Dr. Wegner und Vera Mundt | 7+8     |
| Dr. Thomas Haidelbach | Joachim Paul Assböck  | (wird in Folge 8 auch als Prof. Haidelbach angesprochen) Oberarzt im Krankenhaus Simmerath, bekannt mit Dr. Wegner, operiert Fritz Hürtgen in Folge 8 | 7+8     |
| Frau Schlichter       | Inga Dietrich         | Sachbearbeiterin beim Jugendamt | 7       |
| N.N.                  | Ramona Dempsey        | Erzieherin von Finja Loer im Kindergarten | 7       |
| Dr. Julia Hamacher    | Anja Schneider        | Ärztin im Krankenhaus Simmerath, operiert Fritz Hürtgen gemeinsam mit Dr. Haidelbach | 8+9     |
| Frau Klabunde         | Sabrina Frank         | Mutter von Kleinkind Thea (Thea ist eine Patientin von Vera Mundt) | 8       |
| Simon Kuhn            | Enno Hesse            | Sohn von Bärbel Kuhn, Ehemann von Lena Kuhn, Landwirt, Patient von Dr. Wegner und Vera, leidet an psychosomatisch bedingten Ausfallerscheinungen in den Beinen | 9       |
| Lena Kuhn             | Christin Nichols      | Ehefrau von Simon Kuhn, Schwiegertochter von Bärbel Kuhn, ist schwanger | 9       |
| Heinz Abel            | Paul Faßnacht         | Landwirt, Bekannter von Bärbel Kuhn, Patient von Vera | 9       |
| Bärbel Kuhn           | Gitta Schweighöfer    | Mutter von Simon Kuhn, Patientin von Dr. Wegner und Vera, an COPD erkrankt und auf ein Beatmungsgerät angewiesen | 9       |
| Dr. Oeller            | Vivian Kanner         | Ärztin im Krankenhaus Simmerath, Bekannte von Dr. Wegner | 9       |
| N.N.                  | N.N.                  | Blumenverkäuferin in Monschau | 9       |
| Herr Schröder         | Moritz Berg           | Bauer, Patient mit Atemnot | 10      |
| Herr Lorenz           | Lars Elsner           | Patient mit Schmerzen im Arm | 10      |
| Frau Bormann          | Rike Eckermann        | Kundin in der Apotheke | 10      |
| N.N.                  | Reiner Wagner         | Kfz-Mechaniker | 10      |
| Birgit Fischer        | Henny Reents          | Ehefrau von Stefan Fischer, Schwiegertochter von Gerd Fischer | 11      |
| Stefan Fischer        | Alexander Beyer       | Ehemann von Birgit Fischer, Sohn von Gerd Fischer | 11      |
| Gerd Fischer          | Peter Franke          | Patient | 11      |
| Matthias Ludwig       | Thomas Fehlen         | Mathematiklehrer von Kim Röver | 11      |
| Janine                | Anjorka Strechel      | Ehefrau von Georg Röver | 11      |
| N.N.                  | Konstantin Lindhorst  | Notarzt | 11      |

## Produktion
Die Pilotfolge wurde im September 2015 gedreht. Die nächsten beiden Episoden wurden zusammen von Juni bis August 2016 gefilmt, noch bevor die erste im Fernsehen ausgestrahlt wurde.
Im Mai 2017 bestätigte Das Erste die Produktion von zwei weiteren Folgen mit den Arbeitstiteln Die Eifelpraxis – Eine Frage des Muts und Die Eifelpraxis – Gebrochene Herzen. Die Drehbücher stammen wie bei den ersten Folgen von Brigitte Müller. Josh Broecker führt Regie. Drehstart war der 3. Mai 2017. Gedreht wurde bis Anfang Juli 2017 u. a. in Monschau, Woffelsbach, Gemünd und im Wilden Kermeter. Für Kirchenszenen wurde wiederholt St. Barbara in Rurberg gedreht.
Von Oktober bis November 2017 fanden die Dreharbeiten zur sechsten Episode mit dem Arbeitstitel Die Eifelpraxis – Rachegelüste statt. Regie führte erneut Josh Broecker.
Am 17. Juli 2018 begannen die Dreharbeiten zu zwei weiteren Episoden der Fernsehreihe mit den Arbeitstiteln Die Eifelpraxis – Herzenssachen sowie Die Eifelpraxis – Körper und Geist, bei denen Kerstin Ahlrichs Regie führt. Die Drehbücher schrieb Martina Mouchot.
Im Juli 2020 wurde bekannt, dass im Auftrag der ARD Degeto unter der Regie von Uljana Havemann die Dreharbeiten für zwei weitere Folgen begonnen haben – die Drehbücher stammen aus der Feder von Sabine Glöckner und Carolin Hecht. Demnach hat Hauptdarstellerin Rebecca Immanuel die Serie auf eigenen Wunsch hin verlassen und wird durch die Berliner Schauspielerin Jessica Ginkel in einer neuen Rolle als Krankenschwester Vicky Röver ersetzt.

## Episodendetails
| Folge | Titel                  | Arbeitstitel                                                              | Drehzeitraum            | Erstausstrahlung   | Regie                  | Drehbuch                          | Zuschauer | Drehorte |
| ----- | ---------------------- | ------------------------------------------------------------------------- | ----------------------- | ------------------ | ---------------------- | --------------------------------- | --------- | --- |
| 1     | Erste Hilfe aus Berlin | Ausgerechnet Eifel – Erste Hilfe aus Berlin (aka Vera – Eifel auf Rezept) | 02.09.2015 – 02.10.2015 | 16. September 2016 | Sibylle Tafel          | Brigitte Müller                   | 4,64 Mio. | u. a. in Berlin, in Woffelsbach am Rursee, in der Stadt Monschau, Simmerath und den Orten Wolfgarten, Höfen und Rurberg                            |
| 2     | Eine Dosis Leben       | Ausgerechnet Eifel – Ein heißer Sommer                                    | 03.06.2016 – 03.08.2016 | 27. Januar 2017    | Christoph Schnee       | Brigitte Müller                   | 3,98 Mio. | u. a. in Berlin, in Woffelsbach am Rursee, in der Stadt Monschau, Simmerath und den Orten Wolfgarten, Höfen und Rurberg                            |
| 3     | Väter und Söhne        | Ausgerechnet Eifel – Väter und ihre Söhne                                 | 03.06.2016 – 03.08.2016 | 3. Februar 2017    | Christoph Schnee       | Brigitte Müller                   | 4,26 Mio. | u. a. in Berlin, in Woffelsbach am Rursee, in der Stadt Monschau, Simmerath und den Orten Wolfgarten, Höfen und Rurberg                            |
| 4     | Eine Frage des Muts    | Die Eifelpraxis 4                                                         | 03.05.2017 – 07.07.2017 | 8. Dezember 2017   | Josh Broecker          | Brigitte Müller                   | 3,95 Mio. | |
| 5     | Gebrochene Herzen      | Die Eifelpraxis 5                                                         | 03.05.2017 – 07.07.2017 | 15. Dezember 2017  | Josh Broecker          | Brigitte Müller                   | 4,69 Mio. | |
| 6     | Rachegelüste           | Die Eifelpraxis 6                                                         | 11.10.2017 – 11.11.2017 | 28. September 2018 | Josh Broecker          | Brigitte Müller                   | 3,41 Mio. | u. a. am Seddiner See in Brandenburg |
| 7     | Aufbruch               | Die Eifelpraxis 7 – Aufbruch                                              | 20.04.2018 – 30.05.2018 | 5. Oktober 2018    | Kerstin Ahlrichs       | Martina Mouchot                   | 3,84 Mio. | u. a. am Seddiner See in Brandenburg |
| 8     | Herzenssachen          | Die Eifelpraxis 8                                                         | 17.07.2018 – 13.09.2018 | 23. August 2019    | Kerstin Ahlrichs       | Martina Mouchot                   | 3,45 Mio. | u. a. in Woffelsbach und Monschau, Grünentalstraße nach Imgenbroich, Gemünd, Wilder Kermeter im Nationalpark Eifel, am Seddiner See in Brandenburg |
| 9     | Körper und Geist       | Die Eifelpraxis 9                                                         | 17.07.2018 – 13.09.2018 | 30. August 2019    | Kerstin Ahlrichs       | Martina Mouchot                   | 3,63 Mio. | u. a. in Woffelsbach und Monschau, Grünentalstraße nach Imgenbroich, Gemünd, Wilder Kermeter im Nationalpark Eifel, am Seddiner See in Brandenburg |
| 10    | Familiengeheimnisse    | Die Eifelpraxis: Familiengeheimnisse                                      | 08.07.2020 – 09.09.2020 | 3. September 2021  | Uljana Havemann        | Sabine Glöckner und Carolin Hecht | 3,59 Mio. | u. a. in Monschau |
| 11    | Chancen                | Die Eifelpraxis: Chancen                                                  | 08.07.2020 – 09.09.2020 | 10. September 2021 | Uljana Havemann        | Sabine Glöckner                   | 3,63 Mio. | u. a. in Monschau |
| 12    | Unter Druck            | Die Eifelpraxis – Unter Druck                                             | 07.10.2021 – 03.12.2021 | 9. September 2022  | Petra Katharina Wagner | Sabine Glöckner                   | 3,02 Mio. | u. a. in Monschau und Umgebung sowie im Berliner Umland                                                                                            |
| 13    | Verlorener Vater       | Die Eifelpraxis – Verlorener Vater                                        | 07.10.2021 – 03.12.2021 | 16. September 2022 | Petra Katharina Wagner | Freya Stewart                     | 3,66 Mio. | u. a. in Monschau und Umgebung sowie im Berliner Umland                                                                                            |
| 14    | Wann, wenn nicht jetzt | Die Eifelpraxis – Wann, wenn nicht jetzt                                  | 09.05.2023 – 07.07.2023 | 8. November 2024   | Petra Katharina Wagner | Sabine Glöckner                   | 3,27 Mio. | u. a. Monschau und Umgebung, Berlin/Brandenburg |
| 15    | Freiheit zu leben      | Die Eifelpraxis – Lieben und leben lassen                                 | 09.05.2023 – 07.07.2023 | 15. November 2024  | Petra Katharina Wagner | Sabine Glöckner                   | 3,01 Mio. | u. a. Monschau und Umgebung, Berlin/Brandenburg |

## Rezeption

### Kritik
„Bei der Eifelpraxis lässt sich zwar gut abschalten. Aber der Kitschfaktor nervt schon ein bisschen.“
„Was Vera nicht alles anleiert, um zu helfen – damit würde sie selbst beim Laientheater ausgepfiffen. Auch die kleinen Liebeleien, die sich im Alltag so ergeben, wirken lustlos hingeschludert. Der Zuschauer macht an den Stellen besser die Augen zu.“
– IKZ-Online
„Jessica Ginkel sorgt für frischen Wind in Monschau: In der zehnte Folge der Eifelpraxis  wird sie zur Versorgungsassistentin von Dr. Wegner und ersetzt die bisherige Hauptdarstellerin Rebecca Immanuel.“
„Es ist eine besondere Herausforderung. Jessica Ginkel ist sich dessen durchaus bewusst: Rebecca Immanuel ist eine tolle Frau und Schauspielerin, sie hat Vera Mundt wunderbar verkörpert. Dennoch führe jede Veränderung im besten Fall zu einem neuen Energieschub. Beim Publikum kam der Wechsel gut an: 3,59 Millionen Menschen sahen Die Eifelpraxis: Familiengeheimnisse bei der Erstausstrahlung im September 2021.“
– Prisma.de

### DVD-Veröffentlichung
Am 23. September 2022 erschienen die ersten vier Folgen der Serie bei PIDAX Film auf DVD.